# Soerser Haus

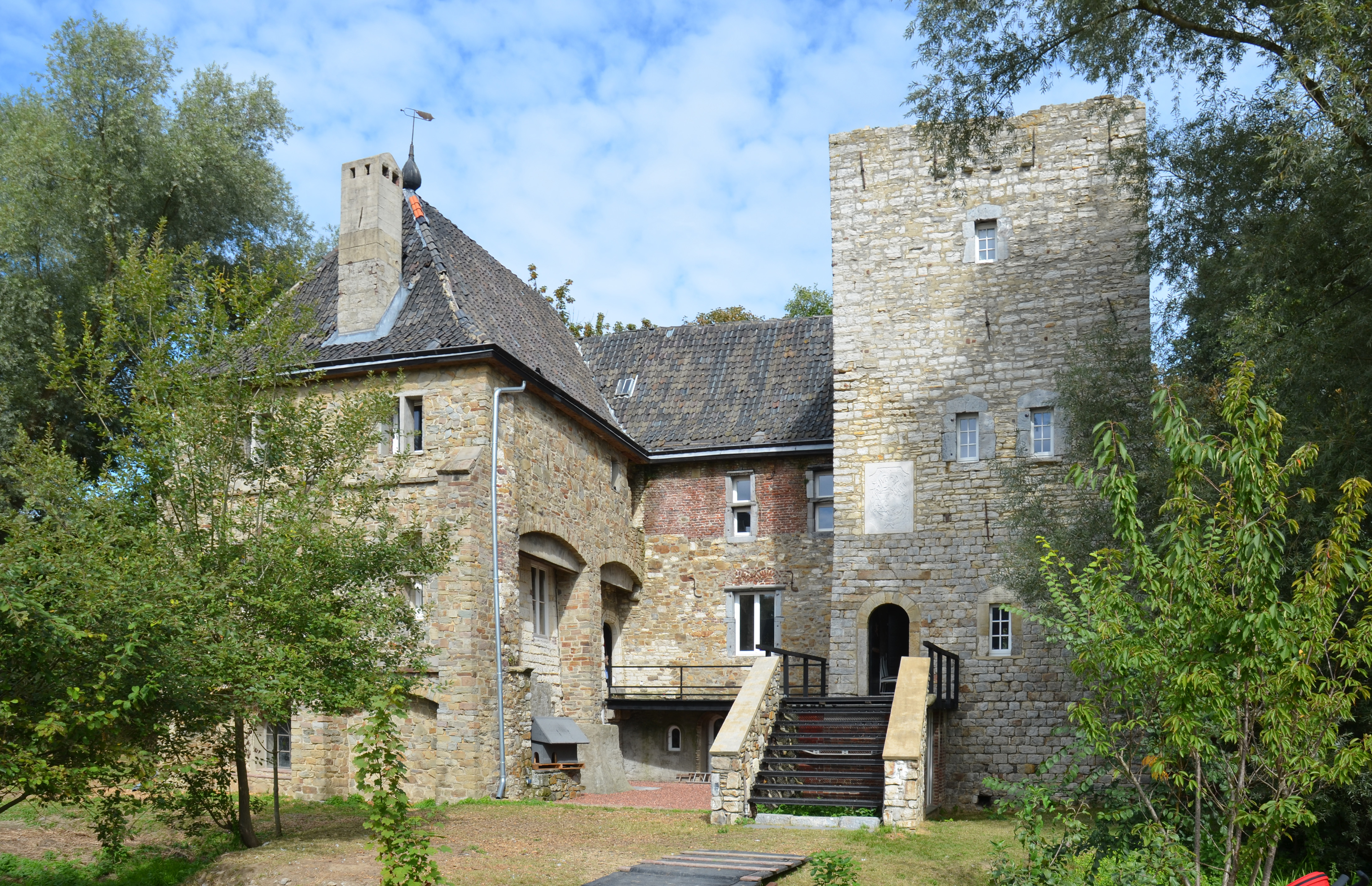
Das Soerser Haus, Ansicht von Süden

Das Soerser Haus, auch Soerserhaus und Soerser Burg oder Burg Soers genannt, ist ein Herrenhaus im Aachener Stadtteil Laurensberg. Die ehemalige Wasserburg gab der Aachener Soers ihren Namen. Sie steht direkt am südlichen Rand der Autobahn 4 von der niederländischen Grenze in Richtung Köln und ist nur zu Veranstaltungen öffentlich zugänglich.
Die Anlage steht unter Denkmalschutz und ist eines der ältesten erhaltenen Baudenkmäler in Aachen. Allerdings wurde ihre Geschichte wegen einer durch den großen Aachener Stadtbrand im Jahr 1656 verursachten dünnen und zugleich unklaren Urkundenlage oft mit der Historie des benachbarten Bütershöfchens und sogar mit der des Hauses Soerser Hochkirchen verwechselt. Noch heute ist es bei einigen Nennungen in Quellen nicht möglich, sie mit Gewissheit einem der drei Häuser zuzuordnen.

## Geschichte
Das Soerser Haus wurde vermutlich um 1290 als Wasserburg gegründet. Zu jener Zeit lag es weit vor den Toren der Stadt Aachen, gehörte aber zum Aachener Reich. Eine mögliche Eigentümerin war die 1219 erstmals urkundlich genannte Familie Puls (auch Poels geschrieben), die ihren Namen im 13. Jahrhundert über „Poels von der Soerse“ in „von Soersen“ änderte. Die von Soersen spielten im 13. bis 15. Jahrhundert unter anderem als Untervögte, Schultheißen und Schöffen eine bedeutende Rolle in der Aachener Geschichte. Sie dürfen nicht mit den Mitgliedern einer weiteren Familie gleichen Namens verwechselt werden, aus der Engeram von Soersen stammte. Er ist im 15. Jahrhundert im Besitz des ehemals zum Haus Soers gehörenden, heute Bütershöfchen genannten Wirtschaftshofs, der schon im Mittelalter vom Haupthaus abgespalten und zu einem Lehen der propsteilichen Mannkammer der Aachener Marienstifts geworden war. Das Soerser Haus hingegen blieb Allod. Engerams kinderloser Sohn Adam Engeram schenkte den Hof am 8. September 1461 seiner Schwester Liesbeth von der Soerse und ihrem Ehemann, dem Aachener Bürger Johann Buiter (auch Buyter geschrieben). Von dessen Familie rührt der heutige Name, der sich von Buitershof zur heutigen Form entwickelte.
Das Herrenhaus samt zugehörigen Wirtschaftsgebäuden scheint kurz nach 1400 vier Parteien gehört zu haben: den Familien Colyn (auch Colin geschrieben), von Moirke, von Wittem/von Palant und von Hochkirchen. Weil das Anwesen in Urkunden oft auch Ponthof genannt wurde, steht zu vermuten, dass es zuvor zeitweise auch im Besitz der Familie von Pont gewesen ist. Katharina Colyn übertrug ihr Viertel am 25. August 1415 an Johann von Petersheim. Dieser Teil kam als Erbe an seine Witwe Barbara von Moirke, die selbst ein Viertel am Soerser Haus hielt und somit eine Hälfte auf sich vereinte. Diesen Teil brachte sie 1418 an ihren zweiten Ehemann Johann den Älteren von Palant. Er verkaufte am 16. März 1427 die Hälfte seines Hauses „op der Surse“ für 1600 Gulden an den Aachener Vogt Wilhelm von Linzenich. Ihm hatte er schon 1426 das Gut Hasselholz für 1575 Rheinische Gulden verkauft. Bereits am 9. Juni 1428 veräußerte Wilhelm von Linzenich seinen Anteil wieder. Käufer war Johann von Wittem, ein Neffe Johanns des Älteren von Palant. Beim Tod seiner Mutter Margarethe von Palant im Jahr 1459 erbte Johann von Wittem ein weiteres Viertel am Soerser Haus und wurde später alleiniger Eigentümer, denn vor 1470 übertrug ihm auch der Onkel Reinhard von Palant sein von der Familie Hochkirchen erworbenes Viertel am Soerser Haus.
Johann von Wittem verkaufte den Besitz 1470 an seinen Verwandten Dietrich von Palant. Später war neben der Familie von Aussem auch die Familie von Linzenich wieder Eigentümerin der Anlage. Vielleicht hatte sie als frühere Eigentümerin ihr Vorkaufsrecht in Anspruch genommen, als die von Palants das Soerser Haus verkauften. Wilhelm von Linzenichs Sohn Johann aus der Ehe mit Agnes von Hochkirchen hatte einen Sohn namens Wilhelm von Linzenich zu Dürboslar. Aus dessen 1520 geschlossener Ehe mit Elisabeth von Mirbach entsprang die Tochter Maria von Linzenich zu Dürboslar, die Johann Hoen von Cartils heiratete und das Soerser Haus erbte. Über ihre Tochter Elisabeth kam das Anwesen im 17. Jahrhundert samt 100 Aachener Morgen Land an die Familie deren Mannes Johann von Schwartzenberg.

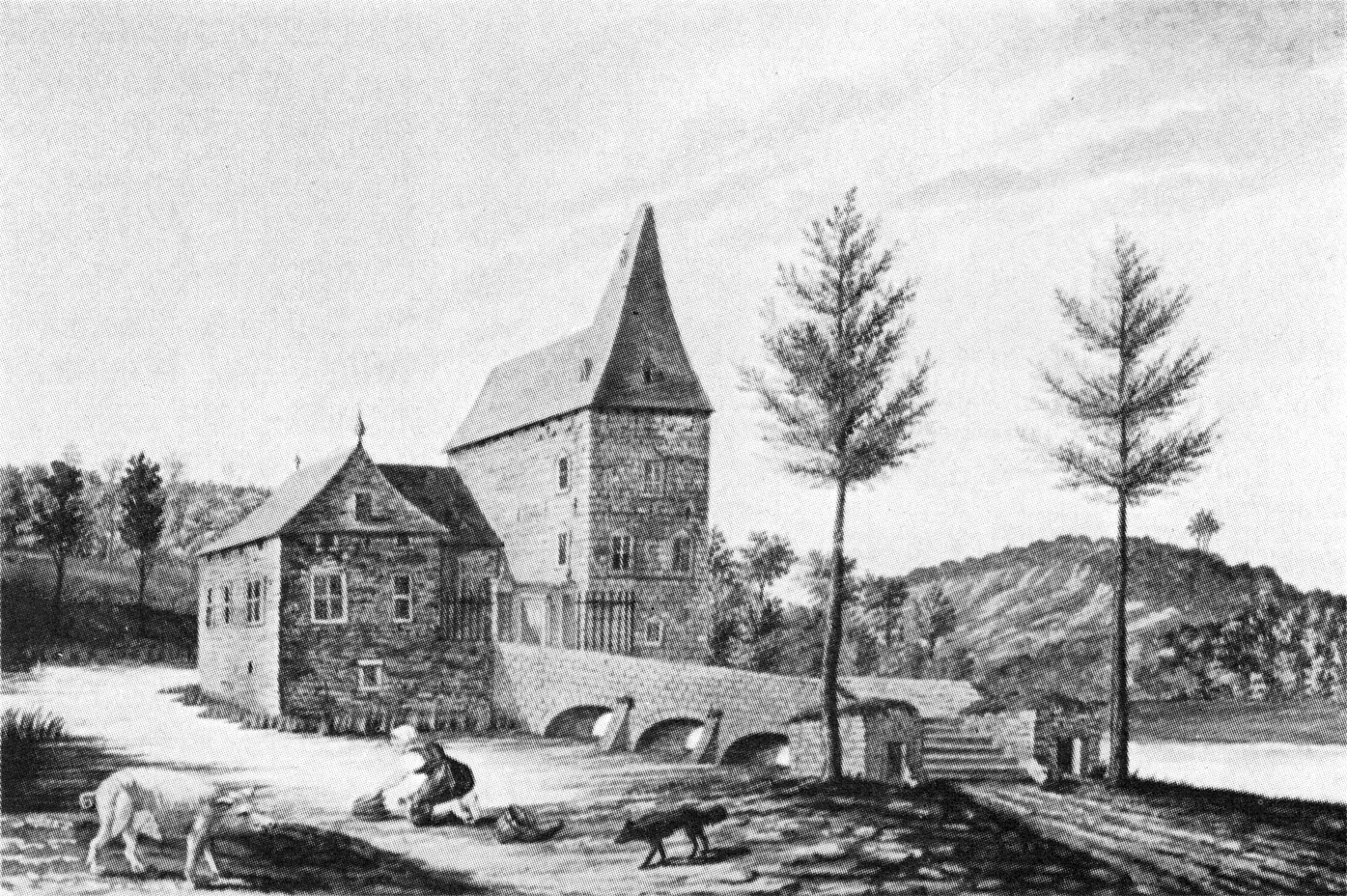
Das Soerser Haus auf einem Aquarell aus dem Jahr 1794

Johanns und Elisabeths Sohn Johann Wilhelm war kaiserlicher Kavallerieoberst und Drost von Wittem. Aus seiner Ehe mit Barbara von Honseler stammten mehrere Töchter. Eigentlich sollte die zweitälteste Tochter Eva Wilhelmine, die seit 1657 mit Johann Theodat von Gulpen verheiratet war, das Soerser Haus erben, aber nach dem Tod der Tochter behandelte Johann Theodat seine Schwiegermutter derart schlecht, dass sie ihn 1681 enterbte und stattdessen ihre seinerzeit noch unverheiratete älteste Tochter Henrica Margaretha als Erbin einsetzte. Sie und ihr Mann Christian Friedrich von Witschel (Heirat 1683) verschuldeten sich und mussten das Haus am 28. Februar 1718 an Henricas Verwandten, den späteren Freiherrn Johann Carl Melchior von Broich, Sohn des Aachener Bürgermeisters Werner von Broich, verkaufen. Er ließ das alte Burghaus 1747 in barocker Manier verändern. So wurde unter anderem die alte Zugbrücke abgerissen. Ein Rundbogenportal, zu dem sie führte, wurde vermauert und durch ein neues Tor ersetzt. Zu diesem führte fortan eine neu errichtete dreibogige Brücke. Von den Arbeiten zeugte lange Zeit ein Wappenstein mit entsprechender Jahreszahl über einem der Eingänge zum Soerser Haus. Es zeigte das von einer Freiherrenkrone überragte Allianzwappen des Johann Carl Melchior von Broich und seiner Frau Anna Jakobine von Dunckel zu Maubach.

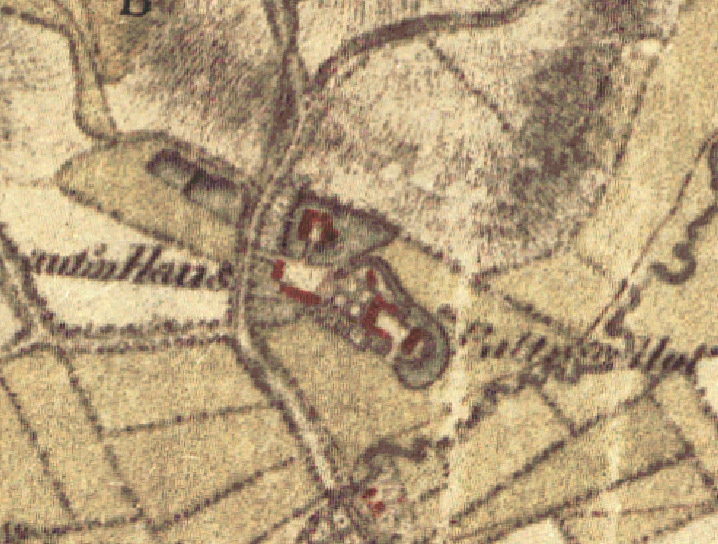
Abbildung des Soerser Hauses und des Buitershofs auf der Tranchotkarte

Johann Carl Melchiors ältester Sohn und Erbe Werner Edmund starb nach nur kurzer Ehe mit Dorothea von Hertwig zu Broich. Diese heiratete am 9. November 1769 in zweiter Ehe den Baron Philippe de Witte de Limminghe. Als das Paar damit begann, Caspar Melchior zu drangsalieren, entzog dieser seiner Schwiegertochter das zuvor zugestandene Nießbrauchrecht am Soerser Haus und setzte 1770 seinen Enkel Carl Heinrich von Broich zum Erben ein. Carl Heinrich wohnte jedoch nicht im Soerser Haus, sondern auf Schloss Broich in Montzen. Nach seinem Tod am 15. Februar 1834 teilten seine sechs Kinder das Erbe unter sich auf. Das Anwesen in der Soers ging an den Sohn Arnold Carl Maria, der aber ebenfalls nicht im Soerser Haus wohnte, sondern das Schloss Schönau in Laurensberg als Wohnsitz nutzte. Seine Frau Sophie von Wyels starb früh, und als seine Kinder volljährig waren, verlangten drei von ihnen die Auszahlung des mütterlichen Erbes in bar. Um dieser Forderung nachkommen zu können, verkaufte Arnold Carl Maria das Soerser Haus mit mehr als 122 preußischen Morgen Landbesitz am 28. Februar 1861 für 20.000 preußische Taler an den Aachener Schweinemetzger Joseph Bohs. Von dessen Witwe Elisabeth Greffrath gelangte es 1896 an den Rittergutsbesitzer Adolf Bischoff, dem auch das Gut Linde in Aachen gehörte. Er ließ das Anwesen um das Jahr 1900 instand setzen. Dabei wurde das Herrenhaus mit einer Stützmauer aus Bruchstein ummantelt und mit Strebepfeilern abgestützt.
Bis in die 1990er Jahre wurde Haus Soers landwirtschaftlich genutzt, ehe es von der damaligen Eigentümerin Mariele von Detten an einen Investor verkauft wurde, der das Anwesen zu einer Wohnanlage umgestalten wollte. Zuvor wäre es in den 1960er Jahren beinahe der Abrissbirne zum Opfer gefallen, denn bei den ersten Planungen für die Autobahn A 4 war vorgesehen, das Herrenhaus zugunsten des Straßenverlaufs niederzulegen. Proteste der Bevölkerung verhinderten dies jedoch, anstatt dessen erfolgte die Verlegung der Trasse. Nach dem Verkauf in den 1990er Jahren begannen umfangreiche Sanierungs- und Restaurierungsarbeiten. Dabei wurde das barocke Tor am Herrenhaus abgerissen und das heutige Eingangstor an der Westseite des Areals errichtet. Doch dann gerieten die Bauarbeiten ins Stocken, ehe sie schließlich vollends gestoppt wurden. Im Januar 2015 fand eine Zwangsversteigerung statt, bei der Manfred Gaspers die Anlage erwarb. Gemeinsam mit dem Ende des Jahres 2015 gegründeten Förderverein „Burg Soerser Haus“ möchte der neue Eigentümer die Gebäude erhalten und kulturell beleben.

## Beschreibung

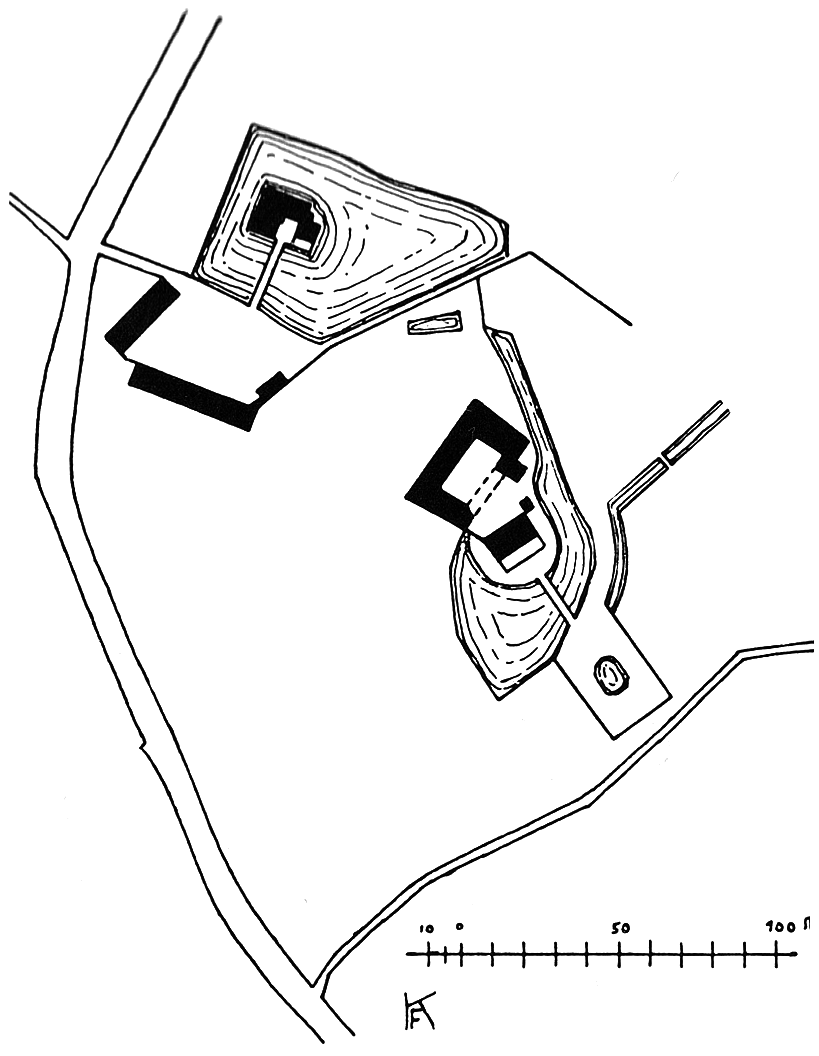
Lageplan des Soerser Hauses im 19. Jahrhundert

Haus Soers besteht aus einem mehrteiligen Herrenhaus und einer südlich davon liegenden, dreiflügeligen Vorburg mit einem Stall aus Bruch- sowie einer alten Scheune aus Backstein und Fachwerk. Zugang zum Areal gewährt an der Westseite ein etwa fünf Meter breites, zweiflügeliges Eisentor zwischen zwei aus Ziegeln gemauerten Torpfeilern. Bis ins 14. Jahrhundert zählte auch der südöstlich des Herrenhauses liegende Buitershof (heute Bütershöfchen) als Wirtschaftshof zum Anwesen. Durch das Areal des Hauses fließt der Wildbach, der früher die etwa 20 Fuß breiten Wassergräben speiste. Von diesen ist heute nur noch ein kleiner Teich übrig, denn die Gräben wurden im 19. Jahrhundert größtenteils verfüllt und eingeebnet. Entsprechend existiert auch die einstige Bogenbrücke zum einstigen Portal aus dem 18. Jahrhundert nicht mehr. 
Kern des heutigen Herrenhauses ist ein Wohnturm mit nahezu quadratischem Grundriss. Er stammt vermutlich aus dem 15. Jahrhundert und besitzt drei Geschosse. Bis in das erste Jahrzehnt des 21. Jahrhunderts besaß er einen abschließender Zinnenkranz, der jedoch nicht original, sondern eine historistische Zutat des 19. Jahrhunderts war, als das damalige hohe Zeltdach durch das heutige Flachdach ersetzt wurde. Das Mauerwerk im Erdgeschoss des Turms besteht aus Werkstein des Eschweiler Kohlensandsteins, die Obergeschosse wurden aus Bruchstein gemauert. Die Fenster des Turms besitzen eine Hausteinfassung. Nachdem der rundbogige Haupteingang an der südlichen Turmseite lange Zeit vermauert war, ist er heute wieder in Gebrauch. 
In den drei Geschossen befindet sich jeweils ein einziger großer Raum. Alle drei sind über eine zum Teil steinerne Wendeltreppe in einem an der Nordseite befindlichen Treppenturm erschlossen.
Dem Turm schließen sich an der Westseite zwei rechtwinkelig zueinander stehende frühneuzeitliche Flügel aus Bruchstein und Schieferplatten an. Sie wurden im 16./17. Jahrhundert errichtet und sind mit Kreuzstock- sowie Querstockfenstern ausgestattet. Ihre zwei Geschosse stehen auf einem hohen Sockelgeschoss und sind von einem Walmdach abgeschlossen, das ein früheres Satteldach ersetzte. Gemeinsam mit dem Wohnturm umgeben die Trakte einen kleinen Binnenhof. Über einer spätgotisch profilierten, korbbogigen Tür des westlichen Flügels findet sich die Jahreszahl 1654. Über einem gegenüberliegenden, später in den Wohnturm eingefügter Eingang fand sich bis 1994 das steinerne Allianzwappen der Familien von Broich und von Dunckel, das Diebe in jenem Jahr von dem seinerzeit unbewohnten Haus stahlen. Im Erdgeschoss des Westflügels liegt ein großer Raum mit Balkendecke, indem noch zwei Kamine und zum Teil Stuckverzierungen erhalten sind. Eine kleine Altarnische dort zeugt davon, dass der Raum früher auch zu sakralen Zwecken genutzt wurde.

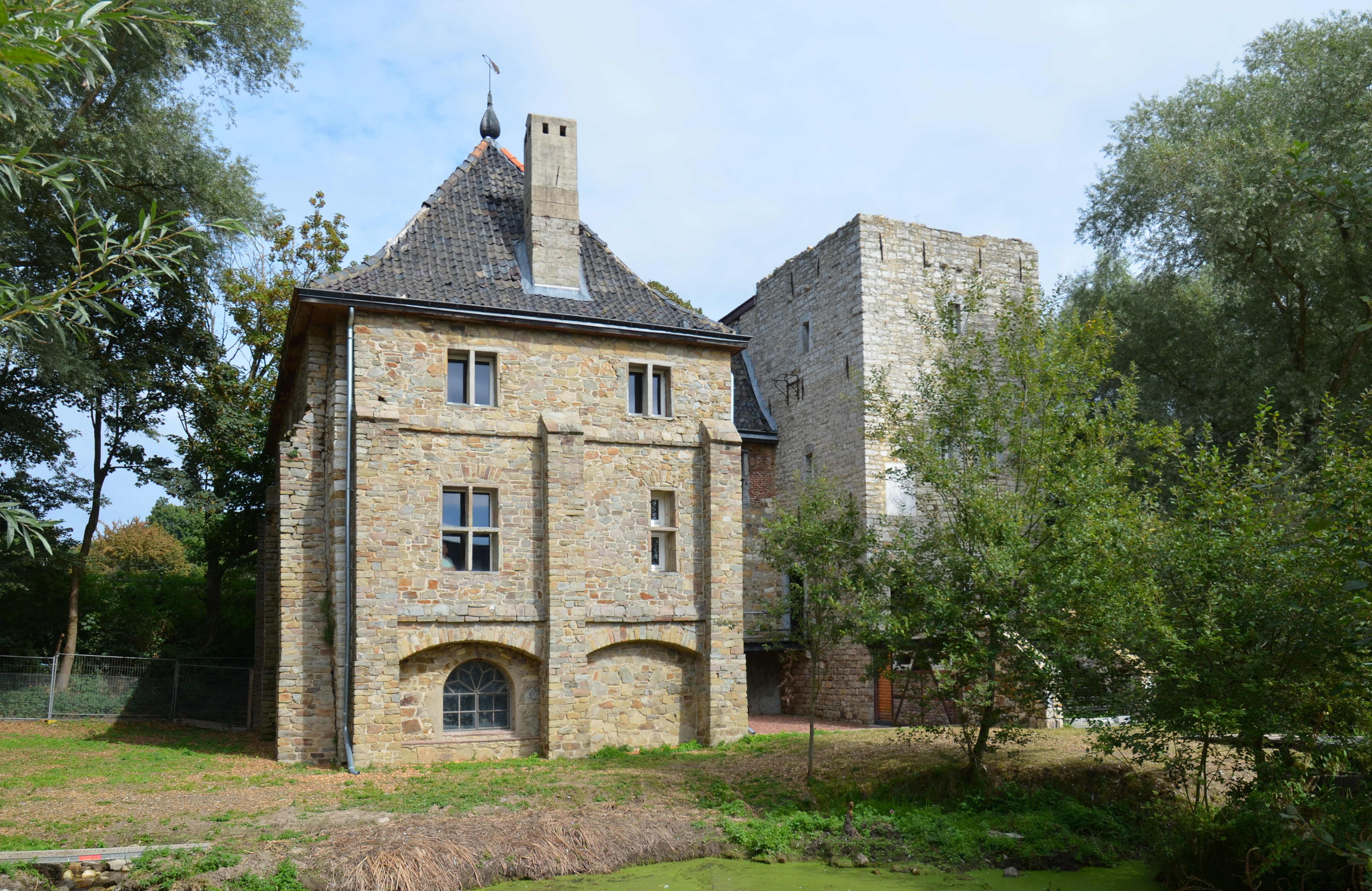
Herrenhaus, Ansicht von Südwesten
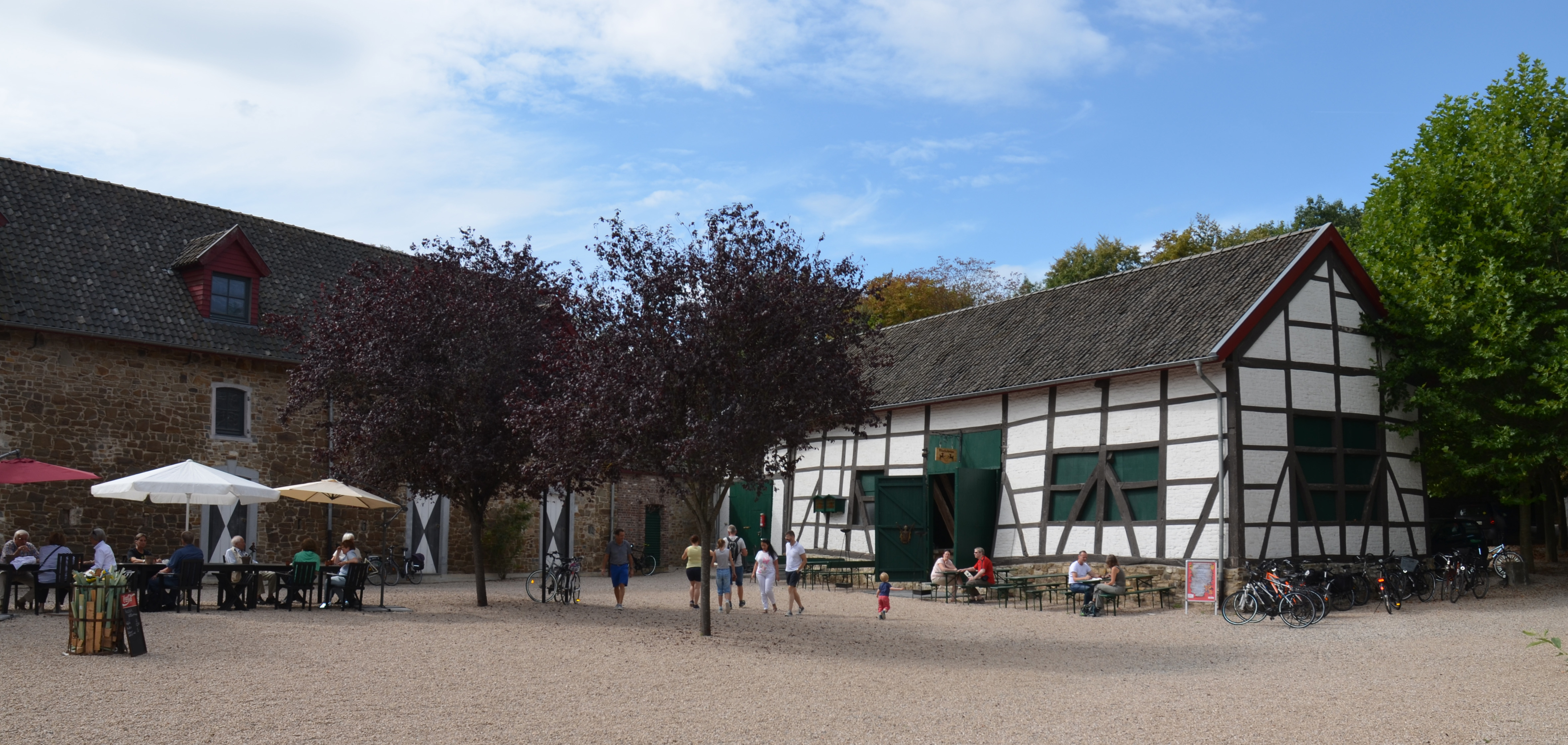
Vorburg
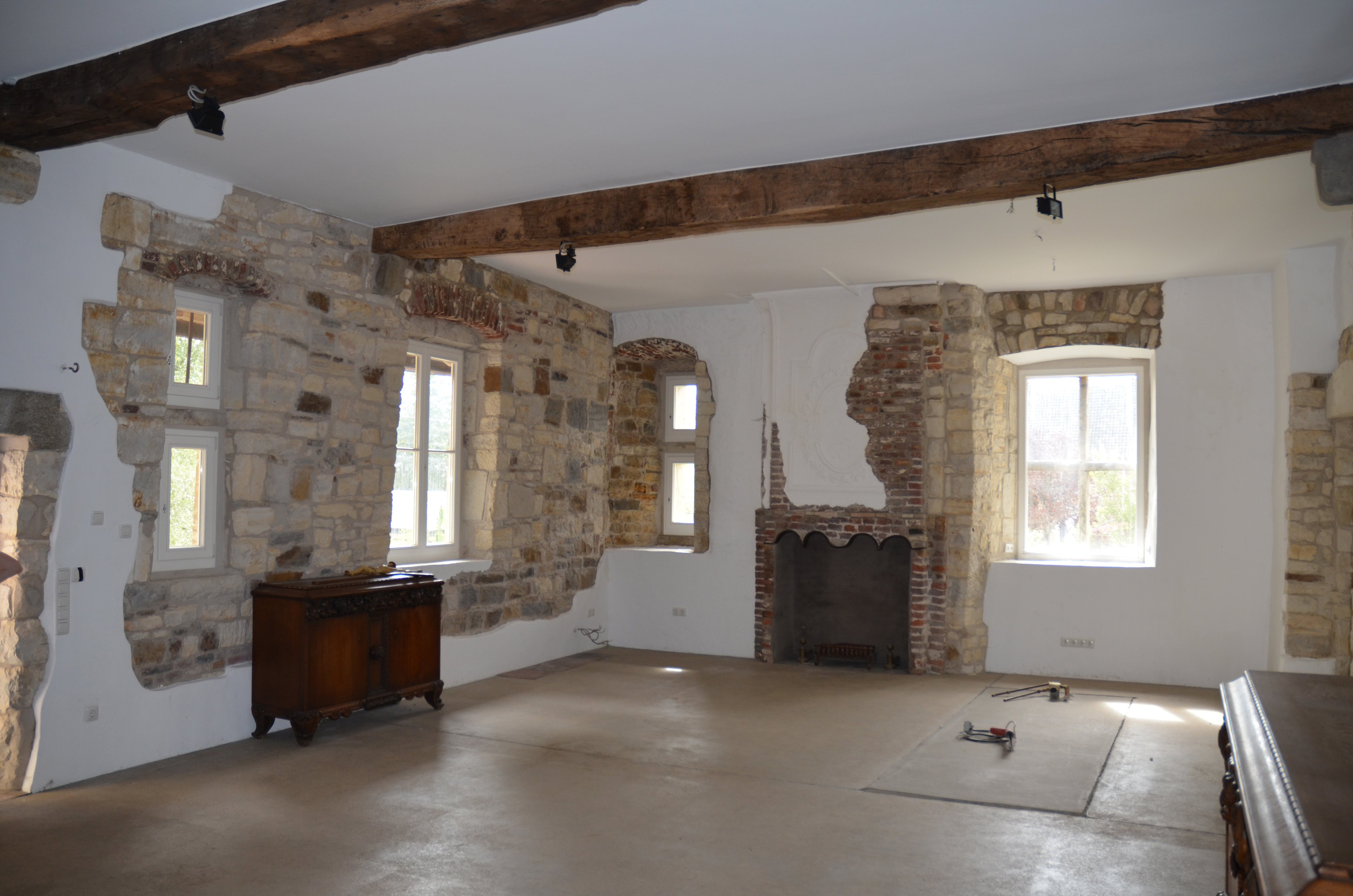
Raum im Erdgeschoss des Westflügels
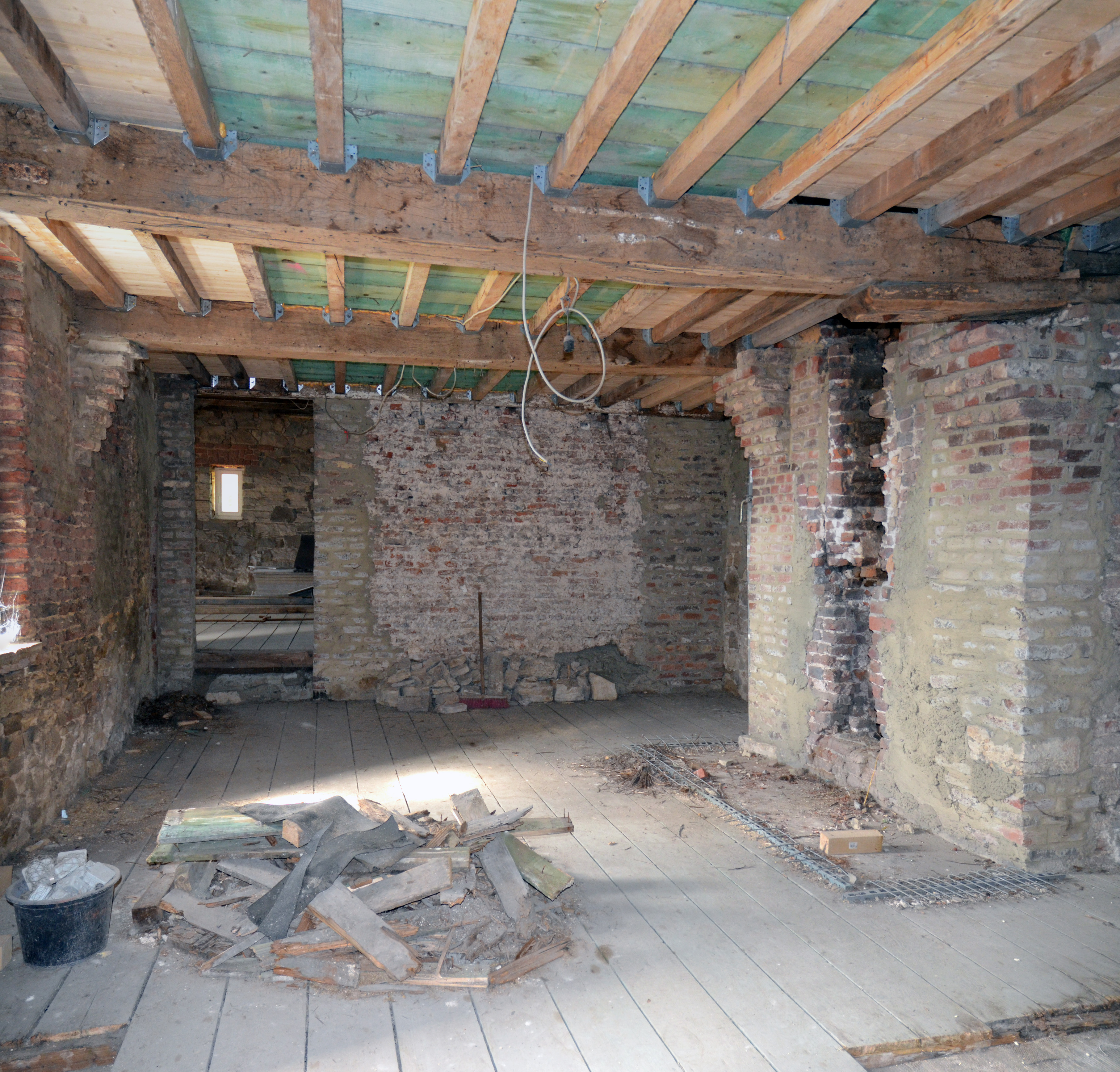
Raum im Obergeschoss des Nordflügels